# Simpang Mulia
Simpang Mulia is een bestuurslaag in het regentschap Bireuen van de provincie Atjeh, Indonesië. Simpang Mulia telt 213 inwoners (volkstelling 2010).